# Тетрацианоаурат(III) водорода
Тетрацианоаурат(III) водорода — неорганическое соединение, 
кислая соль металла золота и синильной кислоты с формулой H[Au(CN)4],
растворяется в воде,
образует кристаллогидрат — бесцветные кристаллы.

## Получение
- Действие синильной кислоты на тетрахлороаурат(III) водорода:

{\displaystyle {\mathsf {H[AuCl_{4}]+4HCN\ {\xrightarrow {}}\ H[Au(CN)_{4}]+4HCl}}}

## Физические свойства
Тетрацианоаурат(III) водорода образует кристаллогидрат состава H[Au(CN)4]•3H2O — бесцветные кристаллы.
Растворяется в воде, этаноле, эфире.

## Химические свойства
- Образует соли — тетрацианоаураты(III).